# Idris I.
Idris I. (ili Idris ibn Abdullah) (arapski:إدريس بن عبدالله}} Idrīs ibn ‘Abdallāh) bio je prvi vladar Idrisidske dinastije u sjeverozapadnoj Africi, koji je vladao od 788. do 791. Smatra se osnivačem dinastije koja je imala važnu ulogu u ranoj islamizaciji današnjeg Maroka.
Idris I. je bio praunuk Hasan ibn Alija. Godine 785. sudjelovao je u ustanku protiv abasidske vlasti u Siriji, te je nakon njegovog gušenja pobjegao na zapad. Godine 789. došao je u okolicu drevnog rimskog grada Volubilis u današnjem sjevernom Maroku i osnovao grad Moulay Idriss. Potom je oženio Kanzu iz berbeskog plemena Awraba, kćer poglavice Ishaqa ibn Mohammada. Zajedno sa svojim pristašama osvojio je veliki dio sjeverozapadne Afrike i osnovao grad Fes. Oko godine 789. osvojio je današnji Tlemcen u Alžiru. Abasidski kalif Harun al-Rašid poslao je na njega ubojice koje su ga uspjele otrovati 791. Naslijedio ga je sin Idris II.